# Cees Nooteboom
Cees Nooteboom, właśc. Cornelis Johannes Jacobus Maria Nooteboom (ur. 31 lipca 1933 w Hadze) – holenderski prozaik.
Jeden z najwybitniejszych pisarzy holenderskich, wymieniany wśród kandydatów do Nagrody Nobla. 
Pisze wiele o Hiszpanii.

## Twórczość
- Philip en de anderen (1955)
- Rytuały (1980, wyd. pol. 1999)
- Een lied van schijn en wezen  (1981)
- Berlijnse notities (1990)
- Następna historia (1991, wyd. pol. 1999)
- Drogi do Santiago (1992)
- Allerzielen (1998)
- Paradijs verloren (2004)

Nooteboom jest zdobywcą wielu nagród literackich, w tym: Mobil Pegasus Literatuur Prijs, Constantijn Huygensprijs, Aristeion-prijs oraz P.C. Hooftprijs.